# بيتر شو (مبشر)
بيتر شو (بالصينية: 徐永泽) هو مبشر صيني، ولد في 9 أكتوبر 1940 في الصين.